# Fais dodo (jeu)
Pour les articles homonymes, voir Fais dodo.
Le Fais dodo (Lalelu) est un jeu de société créé par Anja Wrede. Il a été édité en 1998 par la société Haba.
Pour 2 joueurs à partir de 3 ans.

## Matériel de jeu
Le jeu contient :
- un plan de jeu en chevalet présentant 2 faces, chacune représente un ciel nocturne, percé d'une échelle et d'un trou.
- 2 moutons pouvant monter à l'échelle.
- 1 lune et 1 étoile pouvant se fixer au trou.
- un gros dé de jeu.

## But du jeu
Le but du jeu est de faire monter son mouton tout en haut de l'échelle.

## Règles du jeu
Le joueur 1 place secrètement la lune ou l'étoile dans le ciel nocturne, face cachée pour le joueur 2. Le joueur 2 doit deviner si c'est la lune ou l'étoile qui est placée. S'il gagne il tire le dé et fait avancer son mouton du nombre de points du dé (1 ou 2). Sinon c'est le joueur 1 qui tire le dé et fait avancer son mouton.
Puis c'est au joueur 2 de faire deviner au joueur 1.

### Le gagnant
Le gagnant est le premier arrivé en haut.

## Intérêt du jeu
Apprendre à garder un secret ! À noter que les pièces ne peuvent être avalées, le matériel peut ainsi être manipulé par les moins de 3 ans. Le livret propose une chanson à mimer pour les enfants de 2 ans et demi.